# タナ・メラ駅 (シンガポール)

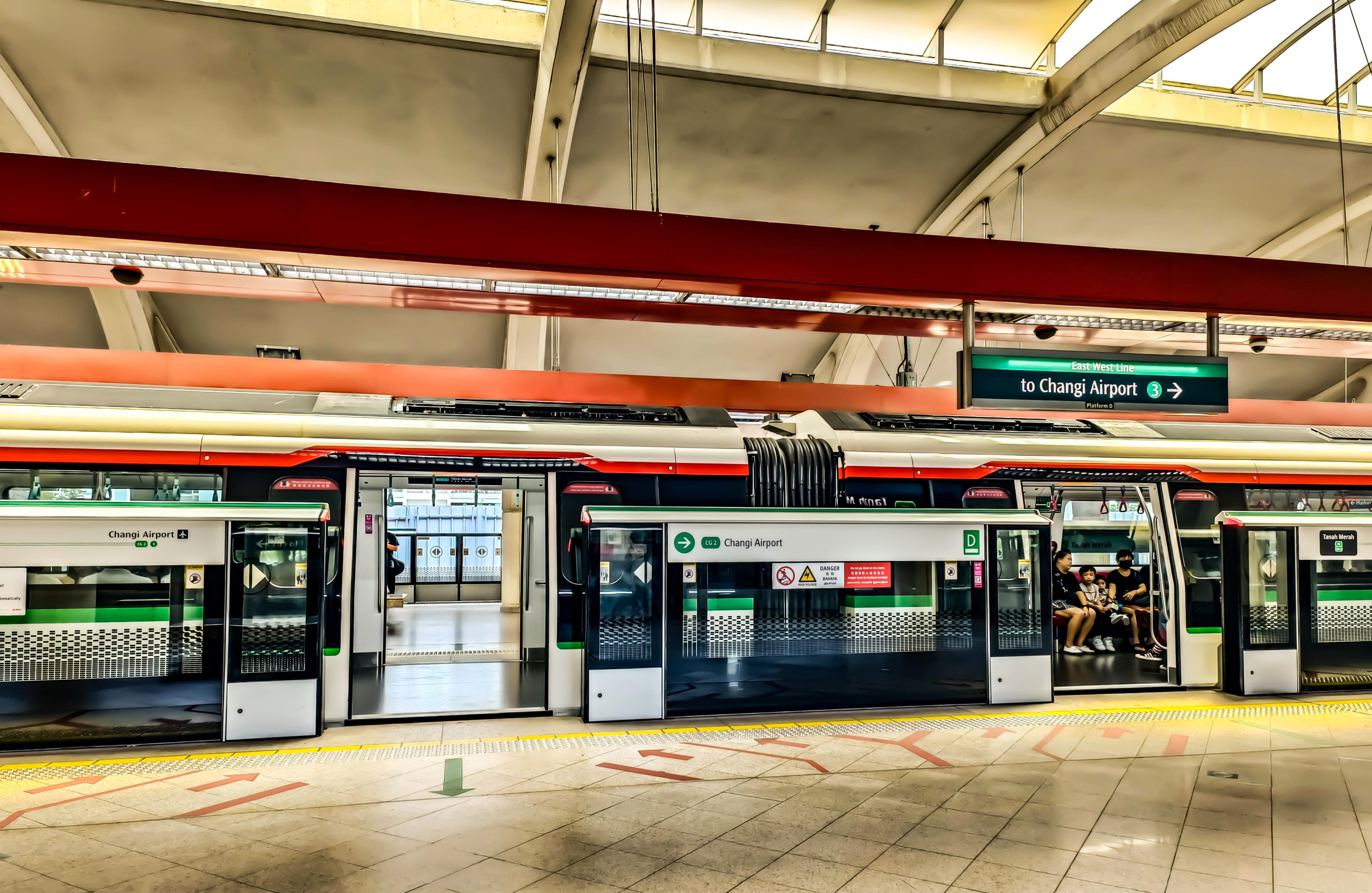
ホーム

タナ・メラ駅（タナ・メラえき、英語:Tanah Merah MRT Station）は、シンガポールにある、MRT東西線とチャンギ空港支線の駅。

## 概要
高架駅でバリアフリーになっている。この乗換駅は他の乗換駅と比べ一つの駅番号しかついていないが、これは東西線の本線と支線（チャンギ空港支線）という扱いになっているためである。
タナ・メラ駅は近隣に住宅しかなかったため東西線の完成と同時に開業する予定ではなかった。しかし、議会と民衆からSMRTトレインズに強い要望があったため、東西線の開通と同時に開業した。この件は10年後に起こるブアンコック駅の一件と似ている。

## 歴史
- 1989年11月4日 開業
- 2002年2月8日 チャンギ支線完成に伴いチャンギ支線の車両が入線するようになる。
- 2011年3月30日 ホームドアが運用開始

## 駅構造
島式2面3線のホームを持つ駅。真ん中の線はもともとチャンギ車両基地に入庫する車両が回送として出る線だったが、チャンギ空港支線が2002年に開通してからはチャンギ空港支線にも使われている。
| 2階 ホーム | A ホーム                                                                                  | 東西線 EW1 パシール・リス方面 (→)       |
| 2階 ホーム | 島式ホーム、パシール・リス方面では出口は右側 チャンギ・エアポート方面では出口は左・右側   |                                         |
| 2階 ホーム | C/D ホーム                                                                                | 東西線 CG2 チャンギ・エアポート方面 (→) |
| 2階 ホーム | 島式ホーム、チャンギ・エアポート方面では出口は左・右側 トゥアス・リンク方面では出口は右側 |                                         |
| 2階 ホーム | B ホーム                                                                                  | 東西線 EW33 トゥアス・リンク方面 (←)    |
| 1階        | コンコース                                                                                | 改札口、自動券売機、駅長事務室          |
| 地下 1階   | 地下道                                                                                    |                                         |

## 駅周辺
- 日本人学校小学部チャンギ校へ行くためにはこの駅から2番のバスに乗り換える。
- タナ・メラ・フェリー・ターミナル